# U.S. Route 431
La U.S. Route 431 (US 431) est une US Route auxiliaire de la US 31. Elle parcourt environ 556 miles (895 km) depuis la US 231 à Dothan, Alabama jusqu'à la jonction avec la US 60 à Owensboro, Kentucky. Outre l'Alabama et le Kentucky, la route traverse aussi le Tennessee.

## Description du tracé

### Alabama
La US 431 débute au sud de Dothan à la jonction avec la US 231. Elle forme la route de ceinture de Dothan. La US 84 rejoint la route à l'est de la ville et la US 431 quitte la ville par le nord-est. Elle se dirige vers le nord et passe par Headland, Abbeville, Eufaula et Girard, sur la rive ouest de la rivière Chattahoochee, frontière avec la Géorgie. À Girard, elle forme un multiplex avec la US 280 vers le nord-ouest, jusqu'à Opelika. Là, la US 431 se dirige vers le nord en passant par Lafayette et Roanoke avant de bifurquer vers le nord-ouest. Elle passe par Wedowee avant d'atteindre l'I-20 près d'Oxford. Elle rejoint l'autoroute jusqu'à Oxford et passe à l'est de la ville. Elle la quitte en se dirigeant vers le nord-ouest et passe par Alexandria, Gadsden, Albertville, Guntersville, New Hope et Huntsville. À Huntsville, elle retrouve la US 231 et forme un multiplex avec celle-ci. Le multiplex mène la route à la frontière du Tennessee au nord de la ville, après avoir passé par Meridianville et Hazel Green.

### Tennessee
La route entre au Tennessee au sud de Fayetteville. C'est dans cette ville que la US 231 et la US 431 se séparent. La US 431 prend la direction nord-ouest en passant par Lewisburg, Franklin et Nashville. À Nashville, elle rejoint la US 31 et la US 41 pour traverser le centre-ville. Elle suit ensuite le trajet de la US 31W / US 41 sur une courte distance vers le nord, en longeant l'I-24. Elle quitte ensuite Nashville en se dirigeant vers le nord-ouest. Elle atteint Springfield et reprend une orientation vers le nord. Au nord de la ville, elle arrive à la frontière du Kentucky.

### Kentucky
La US 431 entre au Kentucky au sud d'Adairville. Elle poursuit vers le nord jusqu'à Russellville qu'elle contourne sur la voie de contournement. La US 431 continue de suivre une trajectoire vers le nord en passant par Lewisburg, Central City et Owensboro. À la jonction avec la US 60, elle prend fin. La route se poursuit comme Frederica Street jusqu'à l'intersection avec 5th Street au centre-ville d'Owensboro. Il s'agit en fait de l'ancien tracé de la US 431 qui se terminait sur l'ancien tracé de la US 60. Ce segment a été renuméroté KY 2831.

## Intersections majeures
Alabama
 US 231 à Dothan
 US 84 à Dothan. Les routes forment un multiplex dans la ville.
 US 82 à Eufaula. Les routes forment un multiplex dans la ville.
 US 280 à Phenix City. Les routes forment un multiplex jusqu'à Opelika.
 US 80 à Phenix City. Les routes forment un multiplex dans la ville.
 I-85 / US 29 à Opelika
 I-20 près d'Oxford. Les routes forment un multiplex jusqu'à Oxford.
 US 78 à Oxford
 US 278 à Gadsden. Les routes forment un multiplex jusqu'au nord-ouest d'Attalla.
 US 411 à Gadsden
 I-59 à Attalla
 US 11 à Attalla. Les routes forment un multiplex dans la ville.
 US 231 à Huntsville. Les routes forment un multiplex jusqu'à Fayetteville, Tennessee.
 I-565 à Huntsville
 US 72 à Huntsville. Les routes forment un multiplex dans la ville.
Tennessee
 US 64 à Fayetteville
 I-840 à Thompson's Station
 US 31 à Franklin. Les routes forment un multiplex dans la ville.
 I-440 à Nashville
 US 70S à Nashville. Les routes forment un multiplex dans la ville.
 US 70 à Nashville. Les routes forment un multiplex dans la ville.
 US 31 / US 41 à Nashville. Les routes forment un multiplex dans la ville.
 I-24 à Nashville
 US 31E / US 31W à Nashville. La US 31W / US 431 forment un multiplex dans la ville.
 I-24 / I-65 à Nashville
 I-24 à Nashville
 US 41 à Springfield. Les routes forment un multiplex dans la ville.
Kentucky
 US 79 à Russellville. Les routes forment un multiplex dans la ville.
 US 68 à Russellville. Les routes forment un multiplex dans la ville.
 Future I-569 / Western Kentucky Parkway à Central City
 US 62 à Central City
 US 60 à Owensboro